# Live & Well
Live & Well è un album dal vivo dell'artista blues B.B. King, pubblicato nel 1969.

## Tracce
1. Don't Answer the Door (Jimmy Johnson) - 6:14
2. Just a Little Love - 5:18
3. My Mood - 2:39
4. Sweet Little Angel (King, Jules Taub) - 5:03
5. Please Accept My Love (King, Sam Ling) - 3:14
6. I Want You So Bad - 4:15
7. Friends (King, Bill Szymczyk) - 5:37
8. Get Off My Back, Woman (King, Ferdinand Washington) - 3:16
9. Let's Get Down to Business - 3:36
10. Why I Sing the Blues (Dave Clark, King) - 8:36